# Яблоня хубейская
Я́блоня хубе́йская (лат. Malus hupehensis, англ. Tea crabapple) — вид рода Яблоня (Malus) семейства Розовые (Rosaceae), произрастающий в Китае.

## Синонимы
Malus theifera Rehder.

## Ботаническое описание
Листопадное дерево высотой до 8 метров. Молодые побеги тёмно-зелёные, опушённые, взрослые голые, пурпурно-коричневого цвета.
Листья яйцевидной формы, с заострённой верхушкой и ширококлиновидным основанием, голые (молодые имеют редкое опушение), длиной 5—10 см. Края листовой пластинки мелкозубчатые.
Цветки в бутоне красноватые, после распускания белые, диаметром 3,5—4 см, собраны в щитки по 4—6 штук. Цветоножки длиной 3—6 см. Гипантий колокольчатый, голый или редкоопушённый. Чашелистики треугольно-яйцевидные, длиной 4—5 мм опадающие после цветения. Время цветения: апрель—май.
Плоды мелкие, шаровидные, диаметром около 1 см, обычно желтовато-зелёные с красным румянцем. Созревают в августе—сентябре.

## Применение

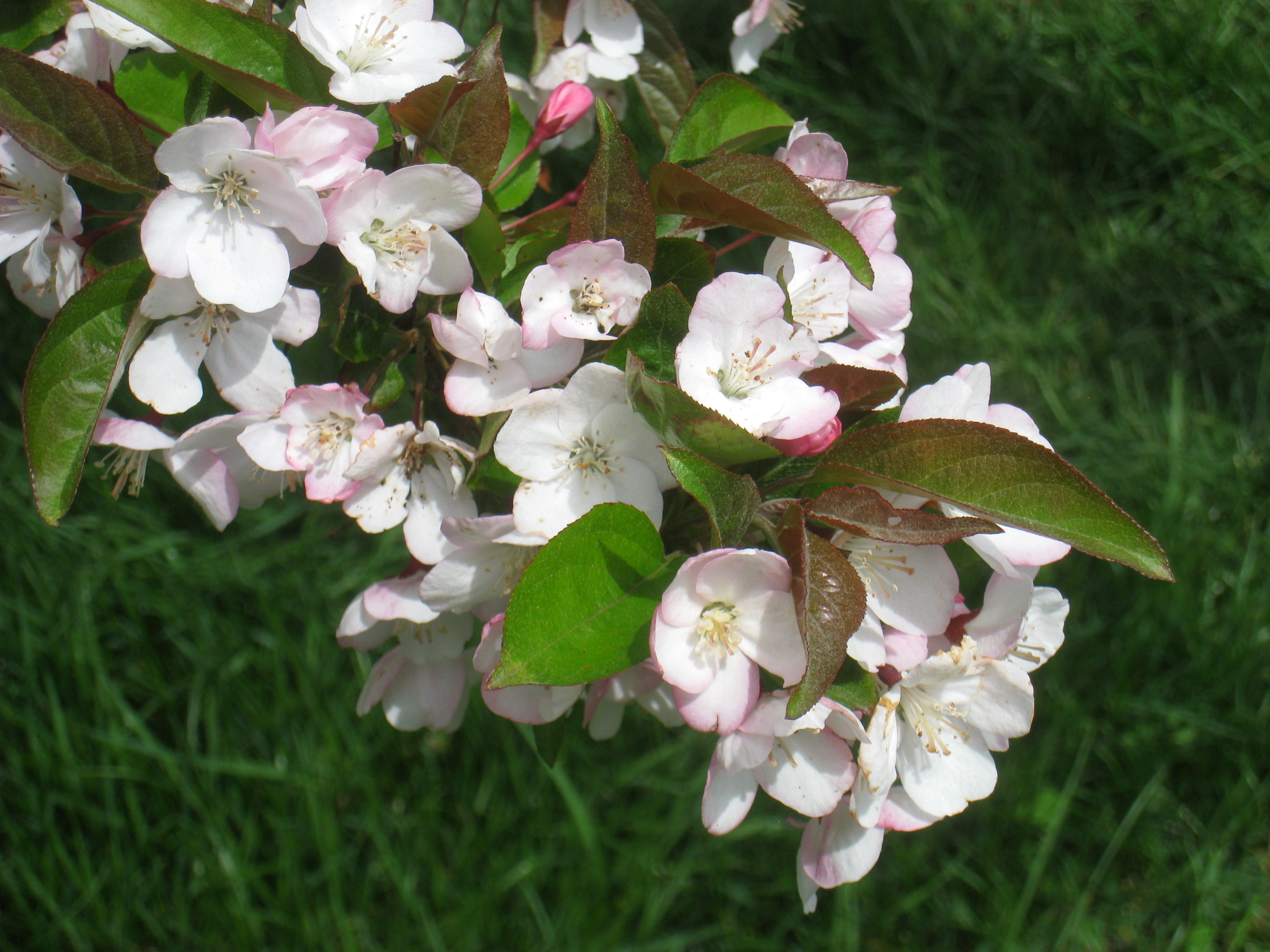
Листья и цветки крупным планом

Яблоня хубейская в Китае используется в качестве декоративного растения, а также подвоя для культурных сортов яблони. Молодые листья используют как заменитель чая. Кроме декоративной ценности, данный вид представляет интерес для селекционного использования, благодаря высокой устойчивости к болезням, поздним срокам цветения, скороплодности.